# Ziemia-Klasse
Als Ziemia-Klasse wird eine ehemalige Schiffsklasse von Massengutschiffen der polnischen Reederei Polsteam PŻM bezeichnet.

## Geschichte
Die Schiffsklasse bestand aus neun Einheiten. Sechs der Schiffe wurden von 1983 bis 1985 auf der argentinischen Werft Astilleros Alianza in Dock Sud, Gran Buenos Aires, gebaut. Drei weitere, etwas modifizierte Einheiten folgten zwischen 1990 und 1993. Sie wurden auf der türkischen Werft Pendik Shipyard gebaut. Lediglich eines der Schiffe ist noch in Fahrt. Die anderen Schiffe wurden ab 2011 abgewrackt.

## Beschreibung
Die Schiffe wurden von einem Dieselmotor angetrieben. Der Motor wirkte auf einen Verstellpropeller.
Die Schiffe verfügten über fünf Laderäume. Die Laderäume waren mit Faltlukendeckeln verschlossen. Die Laderäume und Ladeluken hatten die folgenden Abmessungen (bei den Laderäumen die Breite auf der Tankdecke):
- Laderaum 1: 9,07–21,57 m breit, 28 m lang / Ladeluke: 16,8 × 11,48 m
- Laderaum 2, 4 und 5: 23,07 m breit, 28 m lang / Ladeluke: 19,2 × 13,12 m
- Laderaum 3: 23,07 m breit, 20 m lang / Ladeluke: 13,6 × 13,12 m

Die Laderäume hatten nach vorne und hinten sowie an den Seiten jeweils Unterstau und oben und unten an den Seiten jeweils Schrägen durch dahinter liegende Tanks. Laderaum 1 verjüngte sich nach vorne deutlich. Die Tankdecke konnte mit 13,6 t/m² belastet werden.
Das Deckshaus mit sechs Decks befand sich im hinteren Bereich der Schiffe. Unterhalb des Deckshauses war der Maschinenraum eingerichtet.
Die Schiffe waren für die Schleusen des Sankt-Lorenz-Seewegs ausgelegt (Seawaymax). Sie wurden von der Reederei Polsteam überwiegend im Verkehr zwischen Europa und den Großen Seen in Nordamerika eingesetzt. In der Hauptsache transportierten sie Steinkohle von Polen nach Chicago und Getreide oder Mesabi-Eisenerz aus Toledo, Cleveland oder Duluth nach Europa zurück. Die Schiffe wurden von Polsteam zuletzt unter der Flagge Liberias mit Heimathafen Monrovia betrieben.

## Schiffe
| Name                | IMO- Nummer | Bauwerft Baunummer    | Baujahr | DWT   | benannt nach  | Umbenennungen / Verbleib                                                         |
| ------------------- | ----------- | --------------------- | ------- | ----- | ------------- | -------------------------------------------------------------------------------- |
| Ziemia Zamojska     | 8207745     | Astilleros Alianza 44 | 1984    | 26700 | Zamość        | 2012: Sakhalin, 2014 abgewrackt                                                  |
| Ziemia Suwalska     | 8207757     | Astilleros Alianza 45 | 1984    | 26700 | Suwalken      | 2012 abgewrackt                                                                  |
| Ziemia Chełmińska   | 8207769     | Astilleros Alianza 46 | 1984    | 26700 | Kulmerland    | 2011 in Indien abgewrackt                                                        |
| Ziemia Gnieźnieńska | 8207771     | Astilleros Alianza 47 | 1985    | 26700 | Gnesen        | 2012 in der Türkei abgewrackt                                                    |
| Ziemia Tarnowska    | 8207783     | Astilleros Alianza 48 | 1985    | 26700 |               | 1985: in Fahrt als Pomorze Zachodnie, 2013: Sea Way, 2013 im Pakistan abgewrackt |
| Ziemia Tarnowska    | 8207795     | Astilleros Alianza 49 | 1985    | 26678 | Tarnów        | 2013: Lord G, 2014: Elminda, 2014 in Pakistan abgewrackt                         |
| Lake Charles        | 8418734     | Pendik Shipyard       | 1990    | 26209 | Oberschlesien | 2003: Ziemia Górnośląska, 2013: Kanuni, 2017 in Bangladesh abgewrackt            |
| Lake Champlain      | 8418746     | Pendik Shipyard       | 1992    | 26260 | Lodz          | 2003: Ziemia Łódzka, 2015: Mia, 2019 abgewrackt                                  |
| Lake Carling        | 8418758     | Pendik Shipyard       | 1993    | 26254 |               | 2003: Ziemia Cieszyńska, 2016: Maryland                                          |

Frühere Schiffe der Reederei wie z. B. Ziemia Koszalinska und Ziemia Kielecka (1968) folgten bereits dem für die ersten fünf Schiffe dieser Reihe genutzten Benennungsschema.